# Konvent 30 (Quedlinburg)

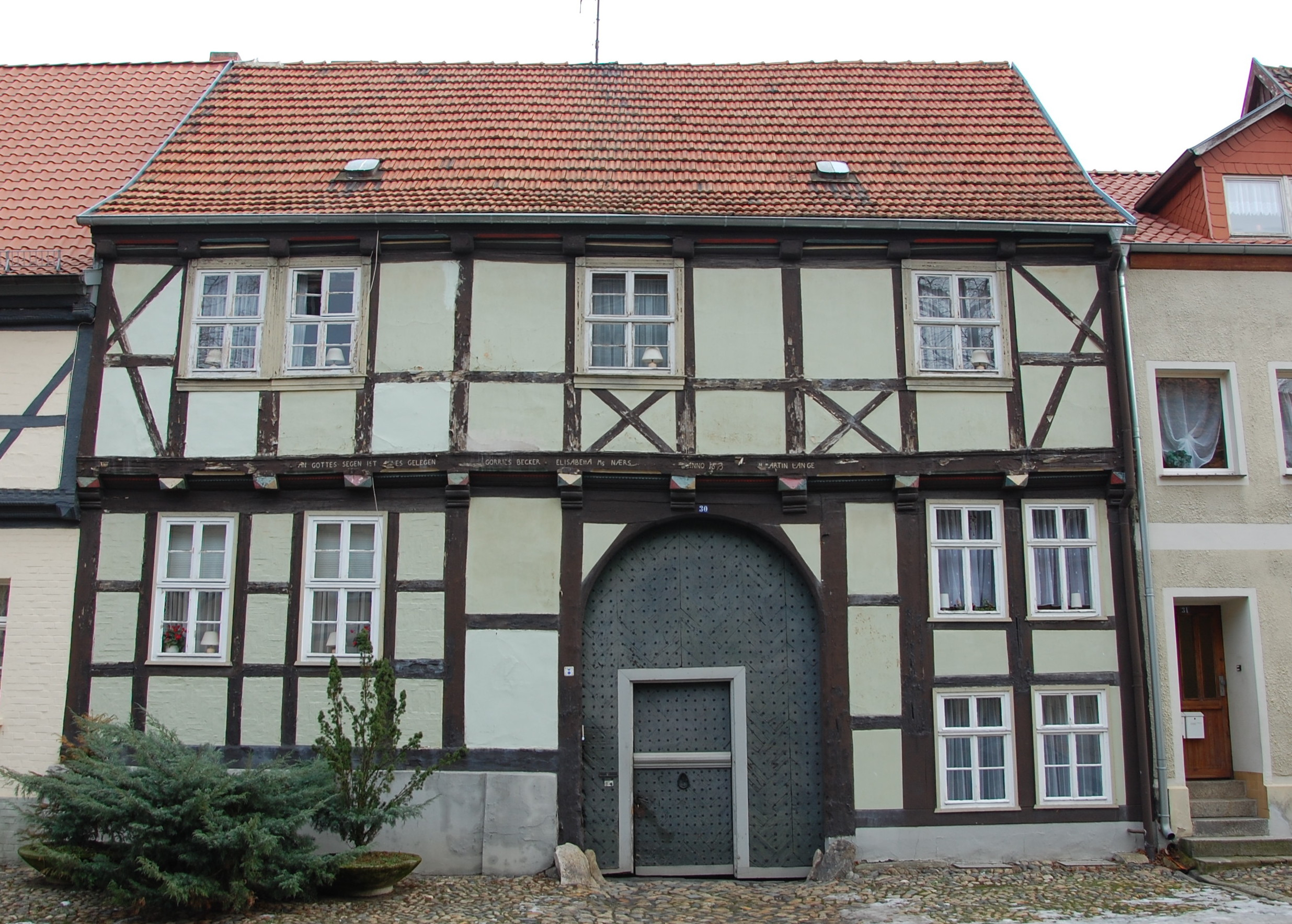
Haus Konvent 30

Konvent 30 ist ein denkmalgeschütztes Gebäude in der Stadt Quedlinburg in Sachsen-Anhalt.

## Lage
Es befindet sich in der historischen Quedlinburger Neustadt auf der Ostseite der Straße Konvent und ist im Quedlinburger Denkmalverzeichnis als Wohnhaus eingetragen. Nördlich grenzt das Gebäude an das gleichfalls denkmalgeschützte Haus Konvent 29 an.

## Architektur und Geschichte
Das zweigeschossige Fachwerkhaus wurde nach einer Bauinschrift im Jahr 1693 durch den Quedlinburger Zimmermeister Martin Lange erbaut. Der Heimatforscher Adolf Brinkmann entzifferte die Inschrift in den 1920er Jahren als 1698. Auf Lange verweist die am Gebäude befindliche Inschrift M. MARTIN LANGE. In das Erdgeschoss des Hauses wurde ein Zwischengeschoss eingefügt. Am Fachwerk des Gebäudes finden sich als Verzierungen Pyramidenbalkenköpfe, die Fachwerkfigur des Halben Manns, Andreaskreuze und Fasung. Darüber hinaus sind Gefache mit Zierausmauerungen versehen.
Durch das Haus führt eine Tordurchfahrt, die, mitsamt einer im Tor befindlichen Tür, noch aus der Bauzeit des Hauses stammt.